# حكومة حسن الحكيم الأولى
الحكومة السورية التي تشكلت في سبتمبر 1941، هي الحكومة الخامسة والعشرين في تاريخ سوريا الحديث، والعاشرة في عهد الجمهورية السورية الأولى، والأولى بعد تولي تاج الدين الحسني رئاسة الجمهورية. جمعت بين مختلف أركان السياسة في سوريا، ما ساهم في سرعة تفتتها بعد ستة أشهر من تشكيلها، تم خلالها إعلان استقلال سوريا؛ وأقرّ خلال عهدها النظام الفيدرالي باستقلال مالي - إداري لمحافظة اللاذقية والسويداء. أراد رئيس الحكومة تفرّد السوريين بالتشريع دونًا عن الفرنسيين، فرفض طلبه، ونتيجة خلافاته مع رئيس اجلمهورية أوعز الرئيس للوزراء بالاستقالة، فاستقال أغلبهم، فاعتبرت الوزارة بحكم الدستور مستقيلة، وهي أول حكومة التي استقالت باستقالة أغلبية الأعضاء.

## تشكيلة الحكومة
| الوزير                 | الوزارة                             | الانتماء السياسي |
| ---------------------- | ----------------------------------- | ---------------- |
| حسن الحكيم             | رئيس الوزراء                        | شهبندري          |
| بهيج الخطيب            | وزير الداخلية                       | معتدل            |
| زكي الخطيب             | وزير العدل                          | شهبندري          |
| فائز الخوري            | وزير المالية                        | كتلوي            |
| محمد العايش            | وزير الاقتصاد الوطني                | معتدل            |
| فيضي الأتاسي           | وزير المعارف                        | كتلوي            |
| حكمت الحراكي           | وزير الإعاشة والتموين               | معتدل            |
| منير العباس            | وزير الأشغال العامة، والبرق والبريد | معتدل            |
| عبد الغفار باشا الأطرش | وزير الدفاع الوطني                  | معتدل            |

| المنصب                | الصورة | شاغل المنصب       | الحزب | الحزب | في المنصب من   | في المنصب حتى | ملاحظات |
| --------------------- | ------ | ----------------- | ----- | ----- | -------------- | ------------- | ------- |
| رئيس الوزراء          |        | حسن الحكيم        |       |       | 20 أيلـول 1941 | 17 نيسان 1942 |         |
| وزير المالية          |        | حسن الحكيم        |       |       |                |               |         |
| وزير العدلية          |        | زكي الخطيب        |       |       |                |               |         |
| وزير الداخلية         |        | بهيج الخطيب       |       |       |                |               |         |
| وزير الخارجية         |        | فائز الخوري       |       |       |                |               |         |
| وزير المعارف          |        | فيضي الأتاسي      |       |       |                |               |         |
| وزير الدفاع الوطني    |        | عبد الغفار الأطرش |       |       |                |               |         |
| وزير الاقتصاد الوطني  |        | محمد العايش       |       |       |                |               |         |
| وزير الأشغال العامة   |        | منير العباس       |       |       |                |               |         |
| وزير الإعاشة والتموين |        | حكمت الحراكي      |       |       |                |               |         |

## الملاحظات
1. ↑  فراغ الحقل لا يعني بالضرورة أن شاغل المنصب مستقل سياسياً أو غير حزبي، ولكن بسبب عدم توفر المعلومات أو المصادر.